# Spunk’d – The Movie
Spunk'd - The Movie ist ein Pornofilm aus dem Jahr 2007. Er parodiert die MTV-TV-Show Punk’d.

## Handlung
- Szene 1: Die erste Szene handelt von Wilmer Balled Yer Mama und „Lindsey Blowhan“, gespielt von Penny Flame, welche Lindsay Lohan darstellen soll.

- Szene 2: Die nächste Szene parodiert Paris Hilton und Nicole Richie von The Simple Life. Aurora Snow spielt „Hairless Hilton“.

- Szene 3: Die dritte Szene parodiert die Serie Grey’s Anatomy mit Kaiya Lynn als Sandra Ho, Katie Morgan als Katheryn Hymen und Steven St. Croix.

- Szene 4: Diese Szene zeigt zwei Hillary Scotts und eine Parodie auf die Olsen Twins mit Ron Jeremy.

- Szene 5: Eine Szene mit Nick Manning als „Gashton Cootcher“ und drei Frauen: Dru Berrymore als „Dumi Moore“ und Eva Angelina.

- Szene 6: Eine Szene mit Herschel Savage als US-Präsident, Nick als Vizepräsident und Jada Fire als Secretary of State „Cumdoleezza Rice“.

## Auszeichnungen
Der Film war bei den AVN Awards in neun Kategorien nominiert.